# Agência Sueca de Contingências Civis
A Agência Sueca de Contingências Civis (em sueco:  Myndigheten för samhällsskydd och beredskap; MSB) é uma agência governamental sueca, subordinada ao Ministério da Defesa, estando debaixo da alçada do Ministro da Defesa Civil e sendo gerida por um diretor-geral (generaldirektör).

Está vocacionada para gerir o apoio aos intervenientes e responsáveis da defesa civil e da defesa total do país, assim como da prevenção de acidentes e da preparação para crises.

A sede da agência está localizada na cidade de Karlstad, dispondo ainda de escritórios locais em Solna e Kristinehamn.

Conta com 1 300 funcionários.

Entre as suas missões, está a inspeção, controle e renovação dos cerca de 64 000 abrigos nucleares existentes no país.